# Lallemandana pararapana
Lallemandana pararapana är en insektsart som beskrevs av Hamilton 1980. Lallemandana pararapana ingår i släktet Lallemandana och familjen spottstritar. Inga underarter finns listade i Catalogue of Life.